# Міяко Тійо
Міяко Тійо (яп. 都千代; 2 травня 1901, Юаса, Префектура Вакаяма, Японська імперія — 22 липня 2018, Район Нісі, Йокогама, Префектура Канаґава, Японія) — японська супердовгожителька, третя найстаріша людина в історії Японії та Азії (після Тадзіми Набі та Танаки Кане) і восьма найстаріша людина в світовій історії, чий вік було офіційно підтверджено. З 21 квітня по 22 липня 2018 року, була найстарішою повністю верифікованою людиною в світі. Її вік було офіційно підтверджено 3 серпня 2015 року. Міяко Тійо прожила 117 років і 81 день. Була останньою людиною, яка народилася у 1901 році.

## Життєпис
Міяко Тійо народилася 2 травня 1901 року в містечку Юаса, Префектура Вакаяма, Японська імперія, четвертою з п'яти дітей у сім'ї. Троє старших братів та сестер Тійо померли в дитинстві і вона росла разом з молодшим братом. Її батьки були власниками гуртового магазину паперу. Після закінчення початкової та середньої школи для дівчат вона здобула освіту в телеграфній школі.
Тійо таємно одружилася з Міяко Кацудзі, коли вони обоє були студентами (Кацудзі навчався у Кіотському університеті). У них не було дітей, поки її чоловік був за кордоном у зв'язку з його роботою на залізниці. У 1922 році народила сина, а у 1927 році — дочку.
Під час Другої світової війни вони з дітьми жили в Пекіні. Вони втратили все своє майно під час повернення до Японії. Подружжя почало нове життя в Токіо, але в 1951 році чоловік Тійо помер. Після цього вона з дітьми повернулася до будинку своїх батьків.
Син Тійо став професором цивільного будівництва у Токійському університеті. Він помер у 1974 році у віці 52 років. Дочка Міяко Тійо померла у 1984 році у віці 57 років.
Після цього довгожителька жила разом з одним із своїх онуків і у віці 97 років переїхала в будинок для літніх людей.
Вона була дуже активною, любила писати хайку і займалася каліграфією. Кожного дня Міяко пила два літри води і півсклянки вина, а також їла багато фруктів. Її улюбленою їжею були суші та вугор. Родичі називали Тійо «балакучою богинею».
3 серпня 2015 року вік Міяко Тійо було офіційно підтверджено Групою геронтологічних досліджень. 5 грудня 2015 року вона стала найстарішою нині живою людиною в Префектурі Канаґава після смерті супердовгожительки Ісіґуро Кійоко (114 років і 276 днів).
21 квітня 2018 року після смерті Тадзіми Набі вона стала найстарішою повністю верифікованою людиною в Японії та світі. Міяко Тійо була останньою людиною, яка народилася у 1901 році.
Міяко Тійо померла 22 липня 2018 року в Районі Нісі, Йокогама, Префектура Канаґава, Японія у віці 117 років і 81 дня. Після її смерті найстарішою людиною в світі стала японка Танака Кане.

## Рекорди довголіття
- 2 травня 2017 року стала 17-ю повністю верифікованою людиною в історії, яка досягла 116-річного віку.
- 25 жовтня 2017 року стала 3-ю найстарішою людиною в історії Японії.
- 10 березня 2018 року увійшла в десятку найстаріших людей в історії.
- 21 квітня 2018 року стала найстарішою повністю верифікованою людиною в світі (після смерті своєї співвітчизниці Тадзіми Набі).
- 2 травня 2018 року стала 9-ю повністю верифікованою людиною за всю історію, яка досягла 117-річного віку.
- 30 травня 2018 року стала другою найстарішою людиною в історії Японії та Азії і восьмою найстарішою людиною в світовій історії.[2]
- Станом на грудень 2020 року є третьою найстарішою людина в історії Японії та Азії (після Тадзіми Набі та Танаки Кане) і восьмою найстарішою людиною в світовій історії, чий вік було офіційно підтверджено.